# Bayeuxtapeten

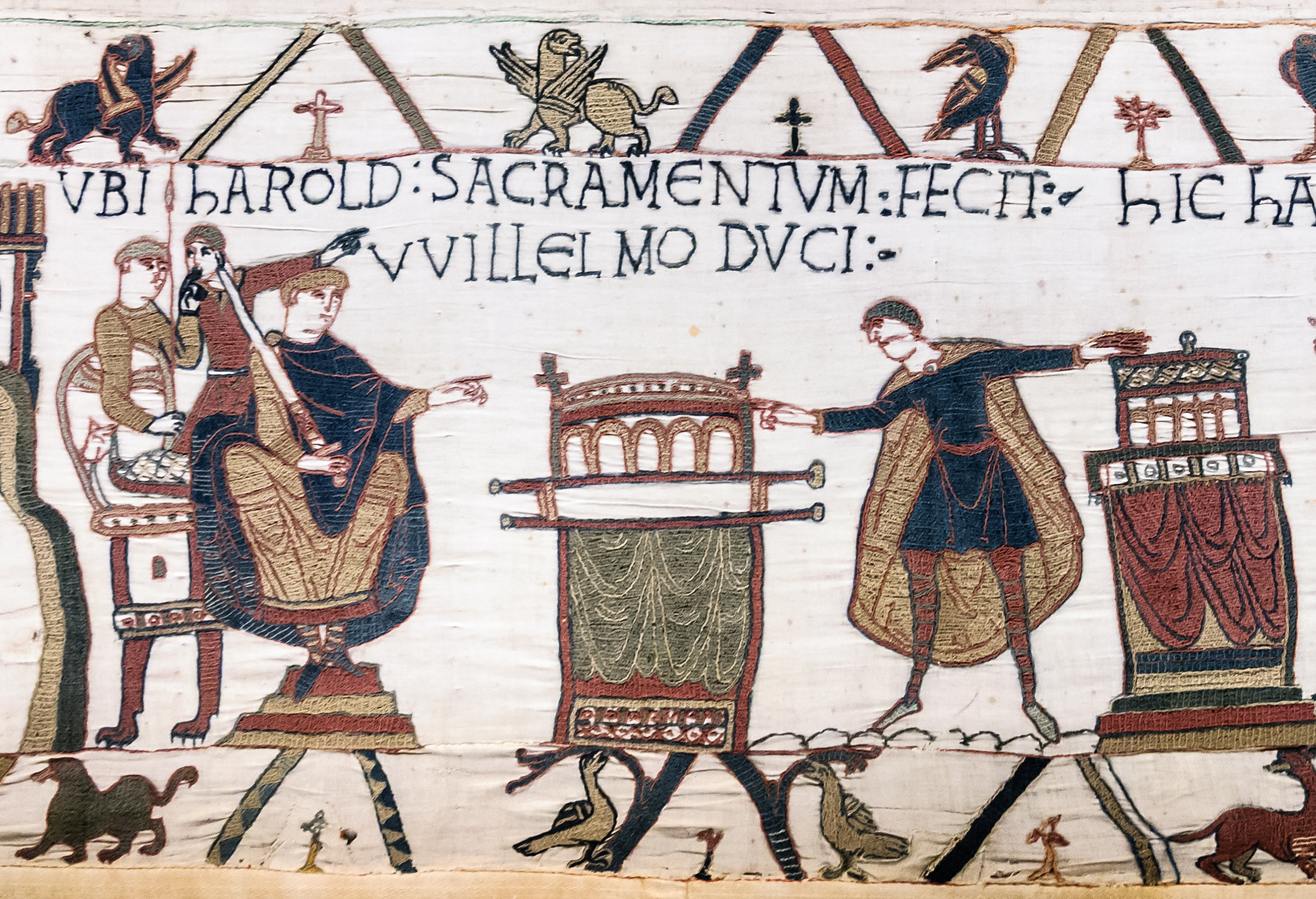
Harald svär en ed på heliga reliker inför Vilhelm Erövraren.

Bayeuxtapeten är en medeltida broderad textil som skildrar normandernas erövring av England år 1066. Bayeuxtapeten är inte bara ett konstverk, utan har även blivit ett historiskt monument. Den redogör för en historisk händelse. Den har även gett historiker en inblick i den medeltida människans liv och vardag och medeltida textilarbeten, arkitektur, arkeologi med mera, som en sorts illustrerad encyklopedi. Bayeuxtapeten förvaras i Musée de la Tapisserie de Bayeux i Bayeux i Normandie i norra Frankrike sedan 1945. 

## Beskrivning
Bayeuxtapeten är inte en vävd tapet, som namnet antyder, utan en linneremsa broderad med garn i olika färger. Den utfördes sannolikt ca år 1076 och det tidigaste dokumenterade omnämnandet görs 1476 i ett inventarium över föremålen i katedralen i Bayeux, där den tidigare hade varit upphängd tillfälligtvis. På en yta av 70 m x 48–51 cm beskrivs 73 historiska händelser. Eftersom tapeten saknar avslutande bård är det inte helt otroligt att den ursprungligen har varit längre. Det är osäkert om den har normandisk eller saxisk form.
Broderiet är utfört med endast två sömsätt, stjälksöm och dubbel läggsöm. Läggsömmen som i Frankrike kallas för bayeuxsöm användes till att fylla ut motiven. Den framställer en serie scener med händelser ur Harolds av England liv och normandernas erövring av England. Den historiska framställningen ackompanjeras av texter på latin och en dekorativ bård med fabelmotiv eller scener ur vardagen. Den avbildar bland annat Halleys komet, som passerade jorden 1066.
Bayeuxtapeten består av en bindel i ett stycke, av sannolikt ursprungligen oblekt linne, som tiden har givit samma färg som brun hollandslärft. Hela tapeten är indelad i mer än 70 handlingar, som i allmänhet är skilda från varandra genom broderade träd eller byggnader. Den innehåller framställningar av 623 personer, 202 hästar och mulåsnor, 55 hundar, 505 andra djur, 37 byggnader, 41 skepp och båtar, 49 träd – sammanlagt 1 512 föremål. Betydelsen av dessa figurer, som är broderade med ylle i åtta olika färger, förklaras genom en inskrift av tum-höga latinska bokstäver över de flesta rutorna. Framställningen av föremålen är naiv (här finns blå, gröna, röda och gula hästar) och perspektivet är helt och hållet förbisett. Kompositionen är likväl djärv och snillrik och alla figurerna utmärks av genuinitet i uttrycket. 
Broderiet innehåller i sina bilder ett försvar för normandernas och Vilhelm Erövrarens anspråk på England mot anglosaxarna och är en teckning av vad som hände inför och vid erövringen. Den första handlingen föreställer Edvard Bekännaren på tronen: Harald Godwinson står inför honom i begrepp att avresa till Normandie för att meddela Vilhelm underrättelsen om att denne blivit utsedd till Edvards efterträdare. De följande handlingarna återger Haralds äventyr på färden till Normandie, hans besök hos Vilhelm och hans återkomst till England. Därefter följer framställningar av Edvards sjukdom och begravning, Haralds kröning och de onda förebuden om hans öde. Rustningarna till erövringståget, Vilhelms landstigning på Englands kust, slaget vid Hastings med dess förberedelser är enkelt, men också så noga och omständligt framställda att teckningen med stor sannolikhet måste antas vara ett ögonvittnes.[källa behövs] Broderiet slutar med engelsmännens flykt efter drabbningen. Tapetens bård avbildar lejon, fåglar, kameler, minotaurer, drakar, sfinxer, några fabler av Aisopos och Faedrus, teckningar av lantbruk och jakt och så vidare. Vilhelm Erövrarens motståndare avbildas respektfullt och som en värdig motståndare för att göra tydligt att segern inte var enkel och därmed välförtjänt, och andra bilder visar att segern skedde med stöd av Gud. Enligt en tradition dog Harald av en pil i ögat, och den traditionen anses komma från en av bilderna på tapeten som förmodligen inte ens avbildar Harald. Andra tidiga skildringar beskriver att han dödades av fyra normandiska riddare.

## Historik
Bayeuxtapeten beställdes troligen av biskopen Odo av Bayeux som var Vilhelm Erövrarens halvbror. Den tillverkades förmodligen i England innan den hamnade i katedralen i Bayeux. Det är inte klart vilka som har eller vem som har formgivit den. Den kan ha tillverkats på kloster, antingen av nunnor eller munkar, men även av betalda hantverkare. Brodyr var ett högstatusyrke vid tiden den tillverkades och det utövades av både män och kvinnor. Vid högtidliga tillfällen användes den till att pryda kyrkans skepp, vars inre sidor den var tillräckligt lång för att omsluta. Tapeten har varit utsatt för många faror som eldsvådor, bildstormande hugenotter, revolutionskrigen och andra världskiget.
Enligt en gammal tradition broderades den på egen hand av Vilhelms Erövrarens hustru, drottning Matilda av Flandern, och under den nationalromantiska viktorianska eran är det ett vanligt motiv i konsten. På franska är den även känd som La Tapisserie de la Reine Mathilde, ungefär Drottning Matildas gobeläng, men senare historiker menar att hon varken beställt den eller varit med vid dess framställning.
Kalvinisterna  stormade och plundrade katedralen i Bayeux 1562, under Hugenottkrigen, men tapeten klarade sig. Kanske var den flyttad eller på annat sätt undangömd. Under revolutionskrigen i slutet av 1700-talet beslagtogs Bayeuxtapeten av soldater för att täcka arméns vagnar, men en lokal jurist lyckades rädda undan den. Napoleon tog den till Paris och under andra världskriget beslagtogs den av den nazistiska ockupationsarmén. SS-chefen Heinrich Himmler ville ha den till sin medeltida borg i Bayern. Den flyttades till Louvren med andra beslagtagna konstskatter och den franska motståndsrörelsen lyckades förhindra att den lämnade landet.
Bayeuxtapeten förvaras sedan 1945 i Musée de la Tapisserie de Bayeux i Bayeux i Normandie. I januari 2018 meddelade Frankrikes president Emmanuel Macron att tapeten kommer att lånas ut för utställning i England. Detta beräknas ske tidigast 2020, och under förutsättning att tapeten klarar en flytt. England har tidigare bett att få låna den för utställning, bland annat inför drottning Elizabeth II:s kröning, hon är ättling till Vilhelm Erövraren och 900-årsjubileet för slaget vid Hastings 1066.